# Доминго Сантос
Педро Доминго Мутиньо (на испански: Pedro Domingo Mutiñó) е преводач, редактор на колекции от книги и списания, антолог и испански писател на произведения в жанра научна фантастика, фентъзи и хорър. Пише под псевдонимите Доминго Сантос (на испански: Domingo Santos), Питър Дейнджър (Peter Danger), Питър Дийн (Peter Dean) и Милтън Стар (Milton Starr). Считан е за един от най-известните съвременни испански писатели на научна фантастика.

## Биография и творчество
Педро Доминго Мутиньо е роден на 15 декември 1941 г. в Барселона, Каталония, Испания.
Първоначално работи към списание „Bang!“, а в периода 1966-1967 г. ръководи списание „Anticipación“. През 1968 г. със Себастиан Мартинес и Луис Вигил основава испанското списание за научна фантастика „Nueva Dimensión“, което ръководи до 1983 г. Списанието има сериозно влияние върху испанската и латиноамериканската фантастична литература. Работи като преводач, редактор и съставител на антологии в продължение на 50 години.
Първият ѝ му роман „Nos han robado la Luna!“ (Откраднаха Луната!) е издаден през 1959 г. В следващите пет години публикува няколко мейнстрийм книги с псевдонимите Питър Дейнджър и Питър Дийн. Романът му „Volveré ayer“ (Ще се върна вчера) от 1961 г. е първата му забележителна книга издадена с псевдонима му Доминго Сантос. „Gabriel, historia de un robot“ (Габриел, историята на един робот) от 1962 г. е първият испански научнофантастичен роман издаден извън страната.
Разказът му „Bienvenidos al bicentenario del fin del mundo“ (Добре дошли на двестагодишнината от края на света) от 1998 г. е носител на наградата UPC за научна фантастика.
На негово име през 1992 г., от „Испанската асоциация за фентъзи, научна фантастика и хорър“, е учредена литературна награда за непубликувани произведения на испански език в жанровете научна фантастика, фентъзи и хорър.
Педро Доминго Мутиньо умира на 2 ноември 2018 г. в Сарагоса.

## Произведения

### Самостоятелни романи
- Nos han robado la Luna! (1959)
- El planeta maldito (1960) – като Питър Дейнджър
- Nieblas blancas (1960) – като Питър Дейнджър
- El umbral de la Atlántida (1960) – като Питър Дейнджър
- Los hombres del Más Allá (1960) – като Питър Дейнджър
- Mensaje al futuro (1960) – като Питър Дейнджър
- ¡Robot! (1960) – като Питър Дийн
- Volveré ayer (1961)
- La cárcel de acero (1962)
- Gabriel, historia de un robot (1962)
- Civilización (1964)
- Peligro para la tierra (1964)
- Burbuja (1965)
- El visitante (1965)
- Mundo de autómatas (1966)
- Gabriel (1975)
- El extraterrestre rosa (1983)
- Hacedor de mundos (1986)
- La bestia (1967) – като Милтън Стар
- La barrera (1967) – като Милтън Стар
- La soledad de la máquina (2004)
- El día del dragón (2008)
- El extraño lugar (2010)
- David y el laberinto del Sprite (2012)

### Серия „Номанор“ (Nomanor) – сЛус Вигил
1. El mito de los Harr (1971)
2. El bárbaro (1971)

### Сборници
- Los dioses de la pistola prehistórica (1966)
- Extraño (1967)
- Futuro imperfecto (1981)
Бъдеще несъвършено, изд.: „Георги Бакалов“, Варна (1989), прев. Емилия Папазова, Пепа Еремиева
- Meteoritos (1965)
- No lejos de la Tierra (1986)